# Limonium diffusum
Limonium diffusum é uma espécie de planta com flor pertencente à família Plumbaginaceae. 
A autoridade científica da espécie é (Pourr.) Kuntze, tendo sido publicada em Revisio Generum Plantarum 2: 395. 1891.

## Portugal
Trata-se de uma espécie presente no território português, nomeadamente em Portugal Continental.
Em termos de naturalidade é nativa da região atrás indicada.

## Protecção
Não se encontra protegida por legislação portuguesa ou da Comunidade Europeia.